# Алтринђен (Тимиш)
Алтринђен (рум. Altringen) насеље је у Румунији у округу Тимиш у општини Богда. Oпштина се налази на надморској висини од 150 m.

## Историја
По "Румунској енциклопедији" ту је некад (1499) било српско-румунско село Мали Рекаш (Рекашица). Око 1770. године почиње интензивна колонизација Немаца. Генерал гроф Јохан Алтриген гувернер Баната је ту на месту старог насеља населио Немце, и село је по њему добило назив.
Аустријски царски ревизор Ерлер је 1774. године констатовао да место "Клајн Алтринген" припада Сентмиклошком округу, Липовског дистрикта. Становништво је било немачко.

## Становништво
Према подацима из 2002. године у насељу је живело 27 становника, од којих су сви румунске националности.